# Marguerite de Lubert
Marguerite ou plus vraisemblablement Marie-Madeleine de Lubert (17 décembre 1702, Paris - 20 août 1785, Argentan) est une femme de lettres française. Elle a principalement écrit des contes merveilleux.

## Biographie
Sa vie est peu connue. Elle est la fille de Louis de Lubert, président de la troisième chambre des Enquêtes du Parlement, musicien amateur (violon) et fondateur le 10 janvier 1722 d'un des premiers orchestres amateurs parisiens, l'Académie des Mélophilètes.
Elle correspond avec Voltaire, qui lui adresse des vers (« À Mademoiselle de Lubert, qu'on appelait muse et grâce » (1732) ; « À Mademoiselle de Lubert »).

## Romans et contes

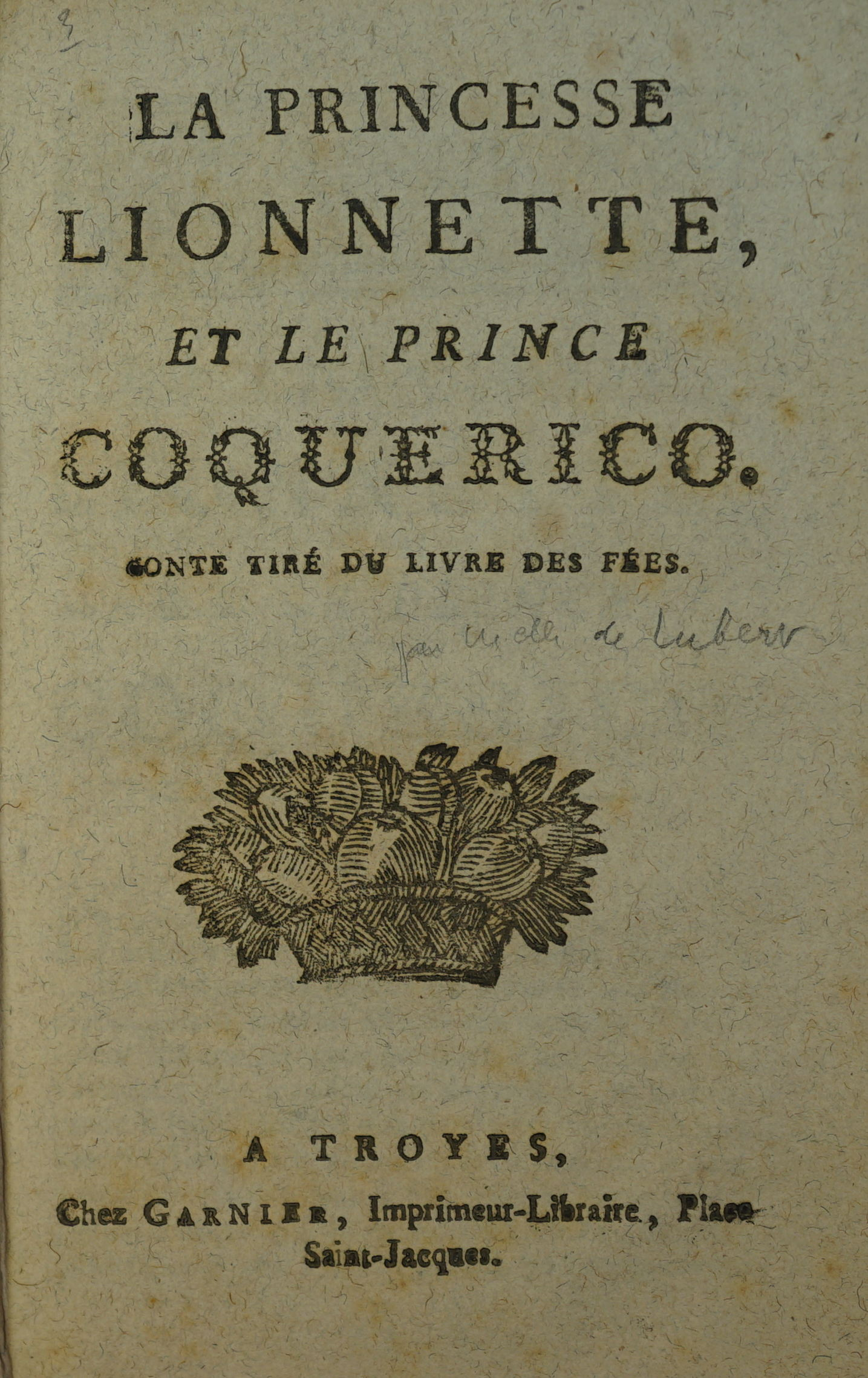
En version Littérature de colportage.

- Sec et noir, ou la Princesse des fleurs et le prince des autruches, conte, avec un Discours préliminaire, qui contient l'apologie des contes de fées, 1743
- La Princesse Camion, 1743
- Le Prince Glacé et la princesse Étincelante, 1743
- La Princesse Couleur de rose et le prince Céladon, 1743
- La Princesse Lionnette et le prince Coquerico, 1743
- La Princesse Sensible et le prince Typhon, 1743
- La Veillée galante, 1747
- Amadis de Gaules, 4 vol., 1750
- Blancherose, 1751
- Mourat et Turquia, histoire africaine, 1752
- Peau d'Ours, 1753
- Le Château des lutins de Kernosy, 1753

- Léonille, 2 vol., 1754
- La Tyrannie des fées détruite, 1756 (elle en est seulement rééditrice, mais modifie à ce point l'ouvrage primitif, écrit vers 1710, qu'elle peut en être qualifiée de coauteur)

- Histoire secrète du prince Croqu'étron et de la princesse Foirette, v. 1790

Éditions modernes
- La Princesse Camion, Mlle de Lubert, Edition Mercure de France, 1995,  (ISBN 9782715219441)
- Correspondance avec Loppin de Gémeaux 1667-1782, Marie Thérèse Inguenaud, Edition Honoré Champion, 2022

- Tecserion ou les Pricesse des Fleurs et le Prince des Autruches, Mlle de Lubert, Edition Gallimard, 1995

- Sec et Noir, ou la Princesse des Fleurs et le prince des Autruches, avec un discours préliminaire, qui contient l'apologie des contes de fées ; et suivi d'un Petit almanach pratique pour un amateur de déraison, édition établie par Jacques Cotin et Élisabeth Lemirre, Paris : Le Promeneur, 1997
- Contes, édition critique établie par Aurélie Zygel-Basso, Paris : Honoré Champion, 2005
- La Princesse Lionnette et le Prince Coquericot, Version en français moderne, Augustin Aurora, Autotédition 2025, site de l'auteur  http://www.augustin-aurora.eu/